# Empusa uvarovi
Empusa uvarovi — богомол родини емпузові, поширений у країнах Західної Азії. Низкою дослідників не визнається за окремий вид, а вважається підвидом, або навіть синонімом емпузи піщаної. Зовнішньо ці два види практично не відрізняються.
Вперше описаний у Іраку. Поширений також в Ізраїлі та Індії.